# Cupitha purreea
Cupitha purreea är en fjärilsart som beskrevs av Moore 1877. Cupitha purreea ingår i släktet Cupitha och familjen tjockhuvuden. Inga underarter finns listade i Catalogue of Life.